# کلاه‌خود

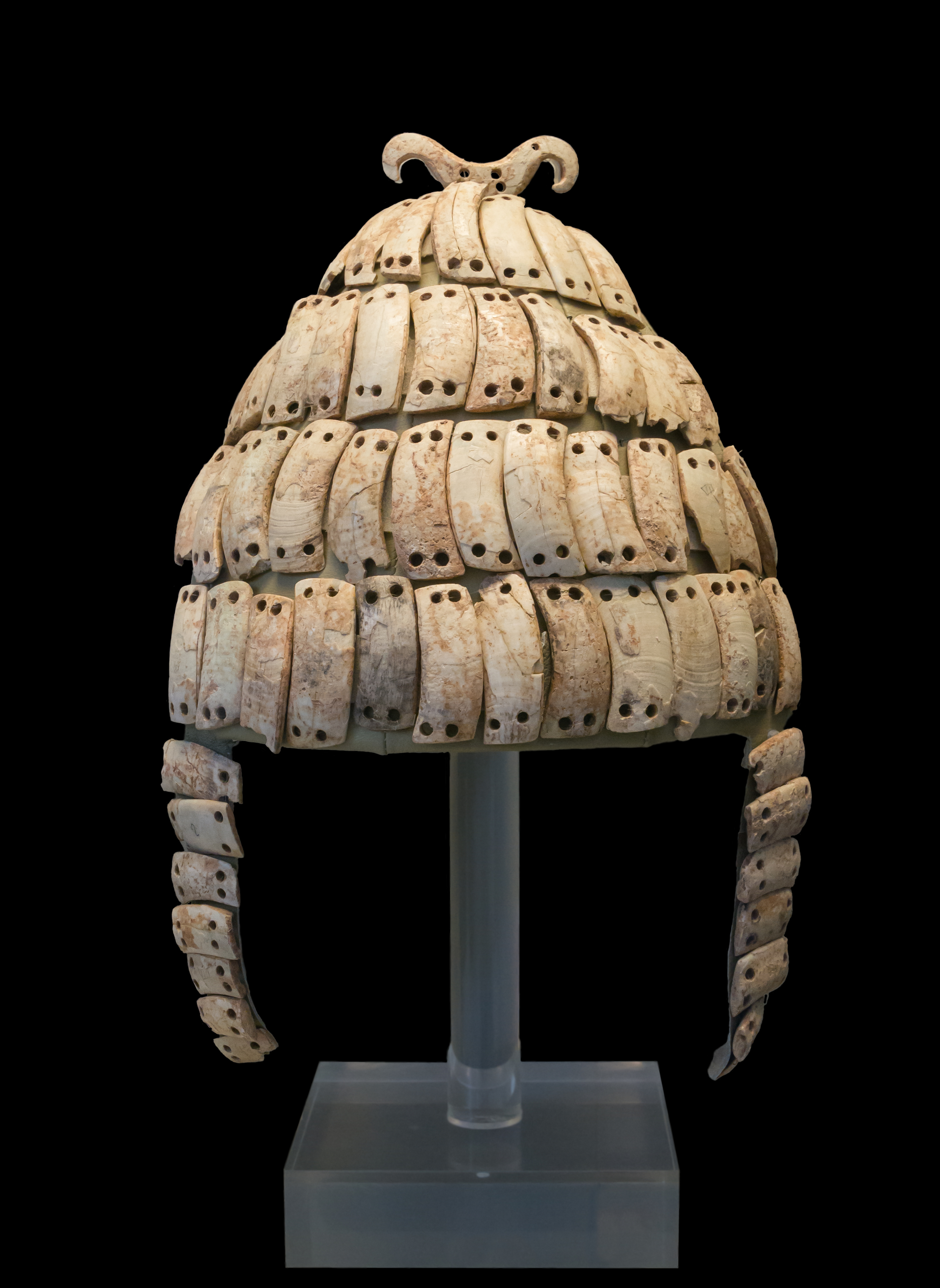
کلاه‌خودی از جنس عاج گراز متعلق به تمدن میسنی که در جزایر اژه یونان پیدا شده‌است. این کلاه‌خود که به ۳۴۰۰ سال پیش تعلق دارد، اکنون در گنجینهٔ موزه باستان‌شناسی ملی آتن نگه‌داری می‌شود.

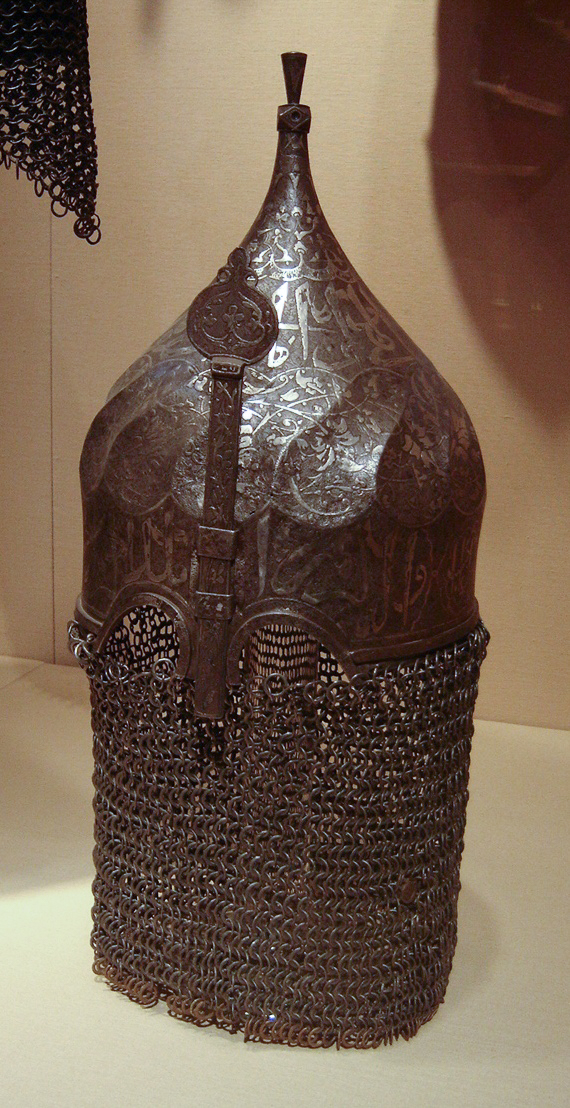
کلاه‌خود نظامی متعلق به آق‌قویونلوها در سده پانزده میلادی. موزه هنر متروپولیتن نیویورک.

کلاه‌خود کلاهی گنبدی‌شکل از آهن، فولاد یا فلز دیگر است که سپاهیان بر سر می‌گذارند. کلاه‌خود بخشی از زره به‌شمار می‌آید که گاه سر تا پای جنگاوران را می‌پوشاند.
کلاه‌خود در قدیم هم‌چنین پوششی از چرم‌های مخصوص و پخته شده یا از فلز برای محافظت سر و گردن و گاه صورت جنگجویان بوده‌است. گونه‌های دیگری از کلاه‌خود که در قدیم استفاده می‌شد اطرافی فروآویخته داشت چنان‌که پشت گردن و دو گوش شخص را در خود بگیرد و گاهی برای محافظت چهره و بینی نیز یک زره چشم‌پوش داشت.
میان سر و کلاه‌خود لایه‌های نرم و سبکی قرار می‌دادند تا به سر آسیب نرسد و باند عرق‌گیر در آن قسمت قرار دارد که کلاه‌خود به سر منتهی می‌شود. در میدان جنگ، یک سرباز گاه از کلاهخود خود را به‌عنوان دیگچه و کتری، بشقاب یا دستشویی استفاده می‌کند.
از انواع کلاه‌خودها می‌توان به تیزخود، خود دهان‌باز، خود زنجیردامن و خود بورگوندی اشاره کرد. به انواعی از کلاه‌خود که هوانوردان، آتش‌نشان، برخی از پلیس‌ها، برخی ورزشکاران و برخی کارگران صنعتی بر سر می‌نهند کلاه ایمنی گفته می‌شود.
از کهن‌ترین کلاه‌خودهای یافت شده در آثار باستانی ایران می‌توان به کلاه‌خود پرنده و سه پیکر مربوط به دوران عیلام میانه اشاره کرد.
در پای بنای یادبود شمشیرهای قادسیه در بغداد که به دستور صدام حسین ساخته شد، تعداد ۵ هزار کلاهخود که گفته می‌شود متعلق به سربازان کشته شده ایرانی است، دیده می‌شود. صدام از طراحان بنا خواسته بوده تا کلاهخودهای متعلق به سربازان کشته شده ایرانی باشد برای همین هم اغلب این کلاهخودها بر اثر اصابت گلوله سوراخ است.